# Os (Hordaland)
 For alternative betydninger, se Os. (Se også artikler, som begynder med Os)
Os  er en tidligere kommune i det daværende Hordaland, nu Vestland fylke i Norge der havde administrationen beliggende i byen Osøyro. Den grænsede i nordvest til Lysefjorden (Hordaland), mod nord til Bergen og Samnanger. I øst, på den anden side af Fusafjorden, er Fusa kommune, og syd for Bjørnafjorden er Tysnes kommune. Mod vest ligger økommunen Austevoll.
Der bor godt 18.000 mennesker i Os. Folketallet er steget jævnt de sidste hundrede år, som i de andre kommuner nær Bergen. Flest folk bor i centrum, og elles ligger de største bebyggelser på Søfteland, Søre Neset, Nore Neset, Søre Øyane og i Lysefjorden.
Kommunevåbenet viser en fremstilling robådstypen oselvar og har fået navn efter bådbyggeriene ved Oselven.
Fra 1. januar 2020 blev Os og Fusa kommuner lagt sammen til Bjørnafjorden kommune.

## Kulturminder
- Lyse Kloster
- Ole Bulls villa på Lysøen

## Terje Søviknes
Os kommune blev kendt i landsdækkende medier, da den tidligere fisker Terje Søviknes efter kommunevalget i 1999 blev valgt som landets første ordfører fra Fremskrittspartiet. Kommunen blev omtalt som partiets "udstillingsvindue". Terje Søviknes har siden fortsat som en både populær og kontroversiel ordfører, og delvis også rigspolitiker. Ved kommunevalget i 2003 opnåede Fremskrittspartiet 45% af stemmerne, 10 procentpoint flere end i 1999. Efter kommunesammenføjningen 2019/20 gik Søviknes tilbage til rigspolitikken, selv om han har fået påmindelser i pressen om det seksuelle overgreb, han begik for mange år siden.